# Cantone di Saint-Anthème
Il Cantone di Saint-Anthème era una divisione amministrativa dell'arrondissement di Ambert.
È stato soppresso a seguito della riforma complessiva dei cantoni del 2014, che è entrata in vigore con le elezioni dipartimentali del 2015.
Comprendeva i comuni di
- La Chaulme
- Grandrif
- Saint-Anthème
- Saint-Clément-de-Valorgue
- Saint-Romain